# Угандийское патриотическое движение
Угандийское патриотическое движение (англ. Uganda Patriotic Movement) — бывшая политическая партия в Уганде. Движение было основано Йовери Мусевени для участия в парламентских выборах в декабре 1980 года, на которых победил Народный конгресс Уганды Милтона Оботе. Выборы сопровождались массивными фальсификациями и были оспорены. По официальным данным Угандийское патриотическое движение получило 4 % голосов избирателей и лишь одно место в парламенте, что побудило Мусевени сформировать Движение национального сопротивления и его военное крыло — Национальную армию сопротивления, с которой он поднял партизанский мятеж против правительства Оботе.